# Gaular
Gaular é uma comuna da Noruega, com 579 km² de área e 2 776 habitantes (censo de 2004).         